# Os Vizinhos (livro)
O livro Os Vizinhos escrito pela autora Dunga Rodrigues, foi publicado no ano de 1977 como parte do programa de cadernos cuiabanos.

## Enredo
A obra tem como um dos cenários principais a capital de Cuiabá, em específico o bairro do Porto. A autora também faz  interação com o cenário da cidade do Rio de Janeiro.  Na obra, a autora explora as questões do processo histórico e cultural de Cuiabá, sendo um referencial da compreensão das características cuiabanas.
Na história do livro, Dunga Rodrigues expressa no seu escrito uma manifestação cultural e social, de uma Cuiabá em suas primeiras primeiras décadas do século XX onde apresenta questões políticas e artísticas. Os elementos históricos do livro despertam o leitor a pensar sobre questões culturais e políticas, proporcionando uma percepção sobre valores que construíram a identidade mato-grossense.

## O protagonista: Totó
Totó Pereira, nasceu em Cuiabá e quando criança é descrito pela autora como um menino tímido que era muito prestativo, oferecendo serviços a vizinhança como levar recados, comprar coisas na venda e outros afazeres gerais. A autora faz um comparativo que na rua, havia dois Totós, sendo o Totó cachorro que era um ser desprezado e o Totó Pereira, o ser bastante requisitado.
A autora expõe na obra, que os rapazes ricos iam para fora da capital de Cuiabá estudar para ser doutores, Totó Pereira nascido de família pobre e humilde, parou os estudos na 5º série, e com o diploma ele conseguiu um emprego de escriturário no Arsenal de Guerra que era considerado um emprego honesto e até ser considerado um bom partido

## Narrativa
Maria de Arruda Deschamps (Dunga Rodrigues), levanta a discussão sobre os diversos espaços da cidade de Cuiabá no estado de Mato Grosso e como essas transformações de algum modo geraram impacto nas ações de comportamentos dos personagens. É possível analisar os conjuntos de formas vocabulares utilizados por Dunga Rodrigues que permitem acessar a realidade dos personagens que exprimem correlações com a realidade, oque faz com que a ficção e o real de um sentido de atemporalidade.
Dunga Rodrigues estimula o leitor a compreender o cenário fictício através dos recursos de sua escrita, onde proporciona a reflexão sobre a vida cotidiana dos personagens. Ao decorrer da narrativa é perceptível a importância da obra da autora, uma vez que a mesma foi uma importante contribuinte para a cultura do Estado de Mato Grosso.
A obra expressa elementos de uma representação do real com elementos que proporcionam ao leitor a pensar sobre o cenário apresentado pela autora. A obra oferece suportes para a compreensão da sociedade das primeiras décadas do século XX a qual é apresentada através de representações que permitem analisar a reconfiguração do espaço urbano através da obra ficcional.
As descrições sobre as características físicas do espaço de Cuiabá, permite uma compreensão das singularidades dos personagens que vivem na cidade, assim como a arquitetura das casas que a narradora deixa entendível que os habitantes e suas casas estão interligados. Os detalhes das estruturas das casas cuiabanas, como as que são a base de concreto, são descritas como sofisticadas.
Sobre as relações humanas, Dunga Rodrigues descreve que os laços foram enfraquecidos com a chegada da tecnologia, pois os hábitos de convívios com os vizinhos foram substituídos pelos eletrodomésticos. A autora da destaque aos instrumentos musicais que eram bastante utilizados entre as famílias mais privilegiadas que proporcionavam a descontração entre as pessoas sendo substituídos por vitrolas, eletrola e televisão.
A narradora possui intimidade com os personagens, os descrevendo de forma muito habilidosa. Quando expõe a personalidade e sentimentos do protagonista, é possível observar a familiaridade e intimidade na descrição detalhada do temperamento do personagem Totó.
A obra Os Vizinhos é desenvolvida de forma não linear, a construção da narrativa pela autora não segue um percurso continuo. Durante a narrativa a autora vai construindo a trajetória dos personagens, oque proporciona ao leitor uma reflexão do tempo e espaço na apresentação dos personagens e permite compreender as questões socioculturais e politicas do enredo da historia.